# Jugozapadni istarski dijalekt
██ sjevernočakavski
██ buzetski ili gornjomiranski
██ srednjočakavski
██ južnočakavski
██ jugozapadni istarski
Jugozapadni istarski dijalekt ili čakavsko-štokavski/štokavsko-čakavski/štakavsko-čakavski ikavski dijalekt je jedan od dijalekata čakavskog narječja. O njemu su pisali brojni jezikoslovci, i tijekom prošlosti iznošene su različite pretpostavke koje su svrstavale dijalekt, osim čakavskom narječju, i štokavskom narječju. To je najrasprostranjeniji čakavski dijalekt u Istri. 
Govor je porijeklom iz dalmatinsko-hercegovačkog područja (juga Hercegovine i Zabiokovlja).

## Razvitak i povijest
Govor sadrži mješavinu čakavskih i štokavskih osobina. Pretpostavlja se kako je nastao u Istri nakon seoba uglavnom iz 16. stoljeća, a njegovi govornici su potekli iz Dalmacije, uglavnom zaleđa Makarskog primorja gdje se govorio pretežito štokavski ikavski dijalekt s čakavskim osobinama, koje se iseljavanjem i zadržavanjem govornika na šibensko-zadarskom području dodatno čakaviziralo. Smatra se kako je ishodišno područje nije bilo smješteno na moru, ali ni vrlo udaljeno od mora. Iseljavanje je bilo prouzročeno osmanskim osvajanjima, a doseljavanje u Istru koje je provođeno od strane Mletačke Republike događalo se zbog slabe naseljenosti Istre. Smatra se kako je područje oko Zadra (Ravni kotari) bilo tek međupostaja pri migraciji u Istru. Ovom govoru je srodni su i govori moliških Hrvata iz Zabiokovlja, iako s manje čakavizama. 

Naknadno su na zadarsko-šibenski teren stizali i ljudi izrazito novoštokavskoga tipa, dakle, drugačijega govora od idioma koji su dali današnji jugozapadni istarski dijalekt. Sva je prilika da je glavnina ljudi što su stigli na sam jug Istre svoj dijalekt formirala dalje na jugoistoku, vjerojatno u blizini ušća Neretve, dakle u štakavskom dijelu Makarskoga primorja.

Svakako je već ishodišno područje govora jugozapadnog istarskog dijalekta bilo zahvaćeno čakavskim inovacijama, čakavizaciji je bilo i u sjevernoj Dalmaciji, kako već rekosmo, a i u Istri svi su hrvatski starosjedioci bili čakavci. Važno je, međutim, da je među bjeguncima u Istru sigurno bilo i doseljenih čakavaca, također činjenica da su u Istri čakavci (i starosjedioci i naseljenici novijega doba) utjecali na idiome jugozapadnog istarskog dijalekta. Ukupni je rezultat taj da danas u tom dijalektu uglavnom prevladavaju čakavske crte svagdje osim na području krajnjeg istarskog juga, tj. Premanture i okolice. Te su čakavske osobine dijelom jugoistočnoga tipa, dijelom sjeverozapadnoga tipa; riječ je, dakle, o osobinama donesenim s juga i o osobinama primljenim u Istri.

U različitim područjima ima različitih prijelaza i stanja, a podrijetlom na dalmatinsko-hercegovačkom području u kojem su prevladavale štokavske osobine, da bi kasnije i danas prevladavale čakavske osobine, može se ga smatrati postmigracijskim ili prijelaznim dijalektom.
Prema jezikoslovcu Josipu Ribariću čakavski elementi se ne mogu "protumačiti susjedstvom starosjedilačkih čakavaca jer sjevernočakavsko narječje u Istri baš tih čakavskih obilježja nema", i samim tim u ovom dijalektu je "spašen odraz onoga štokavsko-čakavskoga narječja kojim se krajem 15., tijekom 16. i u prvoj polovici 17. stoljeća govorilo u dalmaciji. Prema filologinji Lini Pliško, "glavni jezični sloj čine značajke ikavske čakavštine iz zadarskoga zaleđa, ali su održane i značajke asimiliranih ikavskih štakavskih štokavaca podrijetlom iz makarskoga (podbiokovskoga) kraja, koji su u Istru stigli u migracijskome valu s čakavcima ikavcima, a u većem ili manjem broju i jezične značajke starosjedilačkih čakavaca ekavaca".
Dijalekt se prvotno spominje 1916. u radu Josipa Ribarića. U drugoj polovici 20. stoljeća dijalektu se pripisivao veći broj štokavskih značajki te se uvrštavao i u štokavske ikavske govore, tezu prvotno razmatrao Poljski dijalektolog Mieczysław Małecki (1930), a uglavnom podržavana od strane srpskih jezikoslovaca (Aleksandar Belić, Pavle Ivić i Radosav Bošković). Opsežno terensko istraživanje koje je proveo Mate Hraste (1964) da se točno utvrdi i odredi štokavski govor u Istri ustanovilo je da jugozapadna Istra "nije štokavska pa ni štokavsko-čakavska, kako ju je nazvao Ribarić, nego čakavsko-štokavska, jer u njoj i danas prevladavaju čakavski elementi, a ne štokavski. Štokavska je samo Premantura, Banjole, Vintijan, Vinkuran i Valdebek, premda i u tim mjestima ima čakavskog adstrata koji je unesen iz zaleđa u toku stoljeća od dana doseljenja. Jezik svih mjesta još danas pretežno je čakavski". Samim tim, a i radom Dalibora Brozovića, Ivić 1981. razmatra da ako se dijalekt ubraja u čakavske dijalekte pripada čakavskim govorima jugoistočne grupe.
Kao bitniji gradovi za nastanak ovog dijalekta se spominju Vrgorac kao središte Zabiokovlja i Ljubuški kao središte južnog poddijalekta zapadnohumskog/južnog dijela zapadne Hercegovine, gdje se očituje i veza prema današnjim (pod)dijalektima novoštokavske ikavice, o čemu piše Lisac; Na području između Makarskog primorja i južne Bosne postojale su (i još postoje) četiri zone; 
- zona šć, -a u Makarskom primorju,
- zona št, -a oko Ljubuškog (odakle su govori Moliških Hrvata, kao i jugozapadnog istarskoga dijalekta; to su južni govori nekadašnjeg zapadnohumskog dijalekta)
- zona št, -o oko Mostara (odakle su porijeklom govori Bačkih Bunjevaca; to su sjeverni govori zapadnohumskog dijalekta)
- zona šć, -o[3]

Na priloženoj karti je vidlivo kako štakavska zona sa završetkom na -a, obuhvaća i sjevernodalmatinsko zaleđe, odnosno međuprostor gdje je provedena dodatna čakavizacija predaka današnjih govornika JZ istarskog.

## Govorno područje
Tim dijalektom se govori "od krajnjega juga (od Premanture), zapadnom obalom Istre sve do ušća rijeke Mirne (do Tara), istočno linijom Muntrilj – Kringa – Sv. Petar u Šumi – Kanfanar do Sv. Ivana, uz zapadnu obalu rijeke Raše do Barbana, zatim linijom Rakalj – Marčana – Muntić – Valtura – te južno Jadreški – Šišan – Ližnjan – Medulin" (Pliško, 2010). Ovom dijalektu pripada i vodička oaza nekoliko sela (Vodice, Jelovice, Dane, Trstenik, Rašpor itd.) u sjeveroistočnoj Istri (Ćićarija) koju je opisao J. Ribarić.
Dijalekt se može podijeliti na manje cjeline: glavnina na jugozapadu, vodička oaza, premantursko područje.
Iz perspektive prozodije (naglasak, ritam, intonacija itd.) dijalekt se može podijeliti na tipološke naglasne areale: središnji, pogranični, sjeverozapadni, vodička oaza, južni.

## Opće osobine
U ovom dijalektu jat je prešao u i: lip, divojka, mriža, srića, prema štok. ijekavskom lijep, djevojka, mreža, sreća. Ima malo ekavizama koji su uglavnom primljeni iz susjednih istarskih čakavskih dijalekata ili od Slovenaca. 

Dijalekt je pretežito štakavski ("ognjište", "dažditi"), ali nije općenit jer šćakavski primjeri nisu rijetki. Čakavske osobine su djelomično jugoistočnoga i sjeverozapadnoga tipa, donesenima i primljenima u Istri. Josip Lisac navodi ove osobine; "slijed w + poluglas daje djelomice u- na štokavski način, kako je i na čakavskom jugoistoku, npr. u, unuki. Djelomice dolazi Vazam 'Uskrs', vajka 'uvijek', valje 'odmah', a to je čakavski rezultat, osobito sjeverozapadni čakavski. Dočetno -l uglavnom je redovito dalo a, što je štokavska značajka, međutim, ona je dobro zastupljena i u čakavaca pod jakim štokavskim utjecajem. 

Osobito su zanimljivi refleksi prsl. ď, bilo to j, đ, ď, ž, također tip mlajži. Primjeri tipa mlaži zapravo su štokavski rezultat (dž) izgovoren na čakavski način. J je čakavizam zastupljen i u mnogim zapadnijim štokavskim govorima. Fonem h uglavnom se dobro čuva, ali ima i odstupanja od toga ... Obično se svugdje osim oko Premanture čuva čr-, kako je obično u čakavaca, iznimno u štokavštini. 

Uglavnom su redovite kratke množine jednosložnih imenica muškoga roda, kako je i u čakavaca i u kajkavaca, gdjegdje i u štokavaca. Obično se kaže npr. dva kantuna, tri kantuni, četiri kantuni, kako je često u čakavaca. Karakteristične su zamjeničke riječi ča i zašto, ča vjerojatno kao stečena osobina, zašto kao stara. 

Izraziti čakavizam bin, biš, bi, bimo, bite, bi karakterizira taj dijalekt, pa i u Premanturi na jugu Istre imamo bimo i bite". Akcentuacija je različita ovisno od mjesta iako ima i zajedničkih značajki. Ima tronaglasni sustav, dok na području vodičke oaze je dvonaglasni (osim u selu Trstenik gdje je samo jedan akcent, slično akcenatsko stanje kao kod buzetskog dijalekta). 

Prema općim značajkama, dio je dijalekatskog kontinuuma i susreta zapadnoštokavskog i južnočakavskog, s time da su neke podjele unutar dijalekta starije od seoba u Istru. Prema Josipu Liscu, dijalekt je prvotno oformljen "u zaleđu Makarskoga primorja. To je teren gdje se govorilo pretežno štokavski, neznatno čakavski, a glavna su obilježja štakavizam i -a u glagolskom pridjevu radnom, uz to nenovoštokavska akcentuacija ... Ishodišno pak područje nije bilo smješteno na moru (jer bi tamo bilo šć), ali ni vrlo udaljeno od mora (o tom govori -a umjesto -l)".

## Leksik
Dijalekt ima više talijanizama (kampanja "polje", korta "dvorište") nego u Dalmaciji. Prema sjeveru Istre i granici sa slovenskim jezičnim područjem ima i ponešto germanizama (žajfa "sapun", gmajna "pašnjak mjesne općine"). Leksik dijalekta općenito ukazuje na isto porijeklo neovisno na odvojeno većinsko jugozapadno i malo sjeverno područje u Istri. Vidna je bliskost govoru moliških Hrvata u Italiji. Vodička oaza ima nešto inovacija koje su zabilježene kod sjeverno čakavskih, gradišćanskih, kajkavskih i slovenskih dijalekata, ali ima i dosta čakavskih autohtonosti.